# David di Donatello 2002
La cerimonia di premiazione della 47ª edizione dei David di Donatello si è svolta il 10 aprile 2002 a Cinecittà, Roma, condotta da Milly Carlucci e Sergio Castellitto ed è stata trasmessa su Rai Uno.

## Vincitori e nominati
Vengono di seguito indicati in grassetto i vincitori.
Miglior film
- Il mestiere delle armi, regia di Ermanno Olmi
- Brucio nel vento, regia di Silvio Soldini
- Luce dei miei occhi, regia di Giuseppe Piccioni

Miglior regista
- Ermanno Olmi - Il mestiere delle armi
- Silvio Soldini - Brucio nel vento
- Giuseppe Piccioni - Luce dei miei occhi

Miglior regista esordiente
- Marco Ponti - Santa Maradona
- Vincenzo Marra - Tornando a casa
- Paolo Sorrentino - L'uomo in più

Migliore sceneggiatura
- Ermanno Olmi - Il mestiere delle armi
- Doriana Leondeff e Silvio Soldini - Brucio nel vento
- Paolo Sorrentino - L'uomo in più

Migliore produttore
- Luigi Musini, Roberto Cicutto, Ermanno Olmi (Cinema11undici), RAICinema, Studiocanal e Taurusproduktion - Il mestiere delle armi
- Lionello Cerri, Luigi Musini, Raicinema e VegaFilm - Brucio nel vento
- Roberto Buttafarro, Mikado, Raicinema - Santa Maradona

Migliore attrice protagonista
- Marina Confalone - Incantesimo napoletano
- Sandra Ceccarelli - Luce dei miei occhi
- Licia Maglietta - Luna rossa

Migliore attore protagonista
- Giancarlo Giannini - Ti voglio bene Eugenio
- Luigi Lo Cascio - Luce dei miei occhi
- Toni Servillo - L'uomo in più

Migliore attrice non protagonista
- Stefania Sandrelli - Figli - Hijos
- Rosalinda Celentano - L'amore probabilmente
- Iaia Forte - Paz!

Migliore attore non protagonista
- Libero De Rienzo - Santa Maradona
- Leo Gullotta - Vajont
- Silvio Orlando - Luce dei miei occhi

Migliore direttore della fotografia
- Fabio Olmi - Il mestiere delle armi
- Luca Bigazzi - Brucio nel vento
- Arnaldo Catinari - Luce dei miei occhi

Migliore musicista
- Fabio Vacchi - Il mestiere delle armi
- Luciano Ligabue - Da zero a dieci
- Giovanni Venosta - Brucio nel vento

Migliore scenografo
- Luigi Marchione - Il mestiere delle armi
- Giancarlo Basili - Paz!
- Francesco Frigeri - Vajont

Migliore costumista
- Francesca Sartori - Il mestiere delle armi
- Nanà Cecchi - I cavalieri che fecero l'impresa
- Maria Rita Barbera - Luce dei miei occhi
- Silvia Nebiolo - Brucio nel vento

Migliore montatore
- Paolo Cottignola - Il mestiere delle armi
- Carlotta Cristiani -Brucio nel vento
- Massimo Fiocchi - Amnèsia

Migliore fonico di presa diretta
- Remo Ugolinelli - Luce dei miei occhi
- Gaetano Carito - Da zero a dieci
- Tullio Morganti - Le parole di mio padre

Miglior cortometraggio
- Non dire gatto, regia di Giorgio Tirabassi
- La storia chiusa, regia di Emiliano Corapi
- Un paio di occhiali, regia di Carlo Damasco

Miglior film straniero
- L'uomo che non c'era (The Man Who Wasn't There), regia di Joel Coen e Ethan Coen
- Il favoloso mondo di Amélie (Le fabuleux destin d'Amèlie Poulain), regia di Jean-Pierre Jeunet
- No Man's Land, regia di Danis Tanović

Premio David Scuola
- Vajont, regia di Renzo Martinelli

David speciale
- Liza Minnelli
- Carlo Rambaldi
- Franco Zeffirelli